# Too Hot to Stop
Albums de The Bar-Kays
Coldblooded
(1974) Flying High on Your Love
(1977)
Too Hot to Stop est un album du groupe américain de funk du label Stax, The Bar-Kays, sorti en 1976. Le titre de la chanson fit partie du générique du film Superbad.

## Liste des titres

### Face A
1. Too Hot To Stop, Pt. 1 (Michael Beard, Larry Dodson, Harvey Henderson, Lloyd Smith, Frank Thompson, Fred Freeman, James Alexander, Winston Stewart, Charles Allen)	- 6:31
2. Cozy (James Banks, Henderson Thigpen) - 3:36
3. Bang, Bang (Stick 'Em Up) (Stewart)	- 3:48
4. Spellbound (Banks, Thigpen) - 5:05

### Face B
1. Shake Your Rump to the Funk (Beard, Dodson, Henderson, Smith, Thompson, Freeman, Alexander, Stewart, Allen)	- 3:52
2. You're So Sexy (Stewart) - 3:53
3. Summer of Our Love (Beard, Dodson, Henderson, Smith, Thompson, Alexander, Stewart) - 4:25
4. Whitehouseorgy (Howard Redmond) - 4:48